# Кристина фон Изенбург-Кемпених
Кристина фон Изенбург-Кемпених (на немски: Christine von Isenburg-Kempenich; † 9 май 1283) е благородничка от Изенбург-Кемпених и чрез женитба графиня на Золмс-Кьонигсберг в Среден Хесен.

## Биография
Тя е дъщеря на Ремболд фон Изенбург-Кемпених († ок. 1220) и съпругата му Хедвиг фон Вид-Кемпених, дъщеря на Дитрих фон Кемпених († сл. 1181) и Юта фон Мюленарк.
Кристина се омъжва за граф Марквард I фон Золмс († между 7 март и 30 септември 1255), вторият син на граф Хайнрих фон Золмс († 1213). През 1240 г. граф Марквард I построява замък Кьонигсберг, който става негова резиденция.

## Деца
Кристина и Марквард I имат децата:
- Райнболд I († 1279), граф на Золмс-Кьонигсберг, женен пр. 29 януари 1267 г. за Елизабет фон Вилденбург († сл. 25 април 1303)
- Арнолд († 19 юли 1296), епископ на Бамберг (1286 – 1296)
- Конрад I фон Золмс († сл. юни 1309), каноник в Св. Гереон в Кьолн (1275 – 1279), приор в Реес (1285), домхер в Бамберг (1296), дякон в Св. Гереон в Кьолн (1300), дякон във Вецлар (1309)
- Гобело фон Золмс († сл. 1249), домхер в Трир 1249 г.